# Bernhard Reinhold
Ludwig Heinrich Bernhard Reinhold (* 23. April 1824 in Schönberg (Mecklenburg); † 22. November 1892 in Plauen bei Dresden) war ein deutscher Maler.

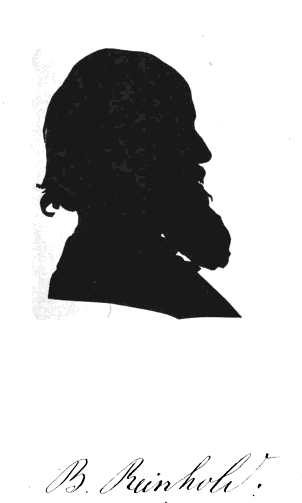
Bernhard Reinhold. Selbstporträt als Scherenschnitt (1873)

## Leben
Bernhard Reinhold war ein Sohn des Gerichtsrats Friedrich Reinhold (1793–1858) und dessen Frau Bernhardine Renate, geb. Bartholdi, Bürgermeistertochter aus Neustrelitz.
Er ging zum Studium der Bildhauerei nach Kopenhagen, wo er ein Schüler von Bertel Thorvaldsen und Herman Wilhelm Bissen war. 1846 kam er nach München. Von 1847 bis 1856 erhielt er in Italien eine Ausbildung als Maler, vor allem in Rom, wo er ein Bildnis des Kardinalstaatssekretärs Giacomo Antonelli fertigte. Als Maler wurde er durch Gottlieb Biermann, Oscar Begas, Ludwig Knaus und Anselm Feuerbach beeinflusst. Er kehrte 1856 nach Mecklenburg-Strelitz zurück und lebte bis 1858 in Neubrandenburg. Am 19. August 1858 heiratete er in Neubrandenburg Luise (1839–1897), eine Tochter des Neubrandenburger Ersten Bürgermeisters Friedrich Brückner, und malte dessen Porträt.
Im selben Jahr zog er nach Plauen (heute ein Ortsteil von Dresden), reiste aber viel und verbrachte die Wintermonate in Bremen. Von 1865 bis 1867 unternahm er eine weitere Italienreise. Von 1868 bis 1872 war er in Helsinki als Porträtmaler und Zeichenlehrer an der Universität Helsinki tätig.
Reinhold war mit Fritz Reuter befreundet und unterstützte ihn finanziell. Zum Polterabend Reinholds steuerte Reuter das Polterabendgedicht Otto und Ottilie… bei. Auf seiner Hochzeit wurde Reuters Singspiel Eine Marktszene aufgeführt.
Gustav Pauli erhielt von Reinhold in Bremen Unterricht im Aquarellieren und erinnerte sich gern an ihn, „der mit seinen regelmäßigen Gesichtszügen und seinem wallenden Bart etwa aussah wie der liebe Gott im Simplizissimus“. Er hätte „sich daran gewöhnt, auf ausgedehnten Reisen in kunstbedürftigen Ländern mit Bildnissen seinen Lebensunterhalt zu verdienen. Er hatte lange in Rom gelebt und dort die Höhe der ihm vom Schicksal vergönnten Meisterschaft in einem Bildnis des Kardinals Antonelli, des berühmden Ministers Pius IX. erreicht“.

## Werke
- Bildnis des Kardinals Antonelli, Porträt des Kardinalstaatssekretärs Giacomo Antonelli, 1893 von Reinholds Witwe der Königlichen Gemäldegalerie zu Dresden geschenkt[4]
- Römerin (1855), Staatliches Museum Schwerin[1]
- Slüters Reformationspredigt in Rostock (1858), Kulturhistorisches Museum Rostock[5]
- Karneval in Rom (1859), Kulturhistorisches Museum Rostock[5]
- Römische Hirtenknaben, Kunstsammlung Neubrandenburg (Kriegsverlust)
- Kinder auf dem Weg zum Erntefeld, Österreichische Galerie Belvedere Wien[6]
- Selbstporträt malend an den Abhängen des Albanergebirges, mit Zuschauern. Öl auf Karton, 27 × 37 cm, 1934 bei Kende in Wien[7] und 2. Juli 2003 bei Neumeister Münchener Kunstauktionshaus versteigert
- Silhouetter klippta af B. Reinhold: Silhouetteja leikannut B. Reinhold. 1873 urn:nbn:de:bvb:12-bsb11135049-2.